# Інулін
Інулі́н (від лат. inula — оман), (С6Н10О5)n — поширений в природі резервний полісахарид, поліцукридний ланцюжок якого складається переважно з залишків D-фруктози, з'єднаних між собою l,2-глюкозидними зв'язками. Молекула інуліну містить і невелику кількість залишків глюкози. Тобто, ланцюжок складається із фруктозних ланок з кінцевою глюкозою. Він не засвоюється організмом людини, але є необхідною для функціонування органів травлення баластною речовиною. З точки зору харчування, інулін належить до класу харчових волокон, відомих як фруктани / фруктозани.

## Хімічні і фізичні властивості
Молекулярна маса — 5 000-6 000. Білий кристалічний порошок, солодкий на смак, добре розчиняється в гарячій воді.
Ступінь полімеризації його становить зазвичай до 100 одиниць, здебільшого не вище 60.
Інулін легко гідролізується при нагріванні з водою або в присутності органічних (оцтової, винної) і неорганічних кислот. При неповному гідролізі утворюється дисахарид інулібіоза (1-β-D-фруктофуранозил-D-фруктоза), при повному — фруктоза. Гідроліз інуліну відбувається також під дією відповідних ензимів — інулаз, або β-фруктофуранозидаз.
Якщо до водного розчину інуліну додати спирт, відбувається осадження полісахариду. Цю властивість використовують для отримання інуліну з рослинного матеріалу — спочатку його вилучають водою, а потім осаджують.

## Знаходження у природі
У природних умовах інулін накопичується як резервна речовина у кореневому цикорії, бульбах топінамбуру, жоржин, кок-сагизу, в коренях і стеблах гваюли, у ріпчастій цибулі, лопуху, бататі, артишоку тощо, є в багатьох рослинах (складноцвітих, дзвоникових, лілійних, лобелієвих, фіалкових, деяких водоростях тощо), бактеріях Streptococcus mutans та інших.
Добувають із цикорію і топінамбура (земляної груші). Екстрагування теплою водою дає змогу вилучити практично всі розчинні та умовно розчинні вуглеводи з цикорію. Після очищення і висушування його випускають у формі тонкодисперсного порошку.
Розрізняють дві групи інуліну:
- природний інулін із цикорію має в середньому довжину ланцюжка близько 12 (ступінь полімеризації);
- інулін високого очищення, отриманий із природного шляхом видалення коротколанцюгових молекул, внаслідок чого має ступінь полімеризації 25.

Вони можуть бути у порошкоподібному, розчинному й гранульованому стані.
Вміст інуліну у нових вітчизняних сортах кореневого цикорію Уманський 90, Уманський 95, Уманський 96, Уманський 97, Уманський 99 сягає 13-16%. Коріння лопуха містять 45, а бульби топінамбуру і жоржин — 50 % інуліну.

### Інулін в рослинах
| Назва рослини                             | Частина рослини | Вміст інуліну (до) | Примітки |
| ----------------------------------------- | --------------- | ------------------ | -------- |
| Лопух великий (Arctium lappa L.)          | сухі корені     | 37—45%             |          |
| Топінамбур (Helianthus tuberosus)         | бульби          | 16—18% і більше    |          |
| Кульбаба лікарська (Taraxacum officinale) | корінь          | 40%                |          |
| Оман високий (Inula helenium L.)          | корінь          | 44%                |          |

## Значення
Застосовують як замінник крохмалю і цукру при цукровому діабеті, в промисловості — для одержання фруктози. Похідні інуліну (естери, сульфати, продукти окиснення) застосовуються для лікування туберкульозу, гіпертонії, ліпемії.
Багато публікацій, які підтверджують пробіотичну активність інуліну та олігофруктоз стосовно майже всіх видів пробіотичної мікрофлори за винятком Eubacteria. Внаслідок його гідролізу утворюється фруктоза, яка, крім стимулювання росту та активності біфідо-лактофлори, підвищує всмоктування кальцію в товстому кишечнику, впливає на метаболізм ліпідів, зменшує ризик атеросклеротичних змін у серцево-судинній системі та запобігає розвитку цукрового діабету. В рослинних тканинах інулін гідролізується під впливом інулази (інулінази), яку знайдено в рослинах, що містять інулін, пліснявих грибах, дріжджах. Інулаза зазвичай активується при проростанні бульб і кореневищ. 
Через β (2,1) зв'язки, інулін не перетравлюється ферментами травної системи людини, що визначає його функціональні властивості у харчуванні: зниження калорійності, харчові волокна і пребіотичні ефекти. Інулін має незначний вплив на сенсорні характеристики харчових продуктів. Олігофруктоза має 35% солодкості сахарози, і її підсолоджувальний профіль схожий на цукор. Стандартний інулін злегка солодкуватий. Розчинність інуліну вище, ніж в класичних харчових волокон. При ретельному змішуванні з рідиною, інулін утворює гель і білу кремову структуру, яка схожа на жир. Його тривимірна мережа гелю, що складається з нерозчинних частинок субмікронного кристалічного інуліну, утримує велику кількість води, забезпечуючи його фізичну стабільність. Це може мати значення при поліпшенні стабільності пін і емульсій.
Очищений інулін в країнах СНД практично не виробляється, що пов'язано з його нестабільністю при виробництві та великими витратами при очищенні та хімічному виробництві.